# Stephanie Philipp
Stephanie Philipp (* 8. Oktober 1968 in Berlin) ist eine deutsche Schauspielerin und Künstlerin.

Stephanie Bothor/Philipp Mai 2019

## Leben
Stephanie Philipp wurde im Schauspielstudio Maria Körber in Berlin ausgebildet. In den 1990er Jahren war sie eine gefragte Darstellerin, die in zahlreichen Fernsehserien wie Vera Wesskamp oder Faust zu sehen war.
Am 15. Mai 2000 heiratete sie den Fotografen Mathias Bothor. Das Paar hat zwei gemeinsame Kinder. Stephanie Philipp lebt heute unter dem Namen Stephanie Bothor in Berlin und ist vorwiegend als Konzeptkünstlerin tätig. Von der Schauspielerei hat sie sich 2004 zurückgezogen.

## Filmografie
als Stephanie Philipp
- 1987: Beule oder Wie man einen Tresor knackt (Fernsehfilm)
- 1988: Der Experte (Spielfilm)
- 1990: Ein Fall für zwei (Fernsehserie) – Folge: Blutige Rosen
- 1990: Der Alte (Krimiserie) – Folge: Ein Schuss zu wenig
- 1991: Forsthaus Falkenau (Fernsehserie), 6 Folgen
- 1991: Wer hat Angst vor Rot, Gelb, Blau?
- 1991: Magic (Fernsehserie)
- 1992: Der Fotograf oder Das Auge Gottes (Fernsehserie)
- 1992: Die Terroristen!
- 1992: SOKO 5113 (Krimiserie) – Folge: Einer gegen alle
- 1992: Wolffs Revier (Krimiserie) – Folge: Mord ist strafbar
- 1992–1993: Vera Wesskamp (Fernsehserie)
- 1993: Auf Achse – Folge: Goldsöhnchen
- 1993: Kein Rezept für die Liebe (Miniserie)
- 1993: Rund um die Liebe
- 1993: Die Spur führt ins Verderben (Fernsehfilm)
- 1994: Der Havelkaiser (Fernsehserie)
- 1994: Alles Glück dieser Erde (Fernsehserie)
- 1995: Rosamunde Pilcher: Wechselspiel der Liebe (Fernsehfilm)
- 1995: Peter Strohm (Krimiserie) – Folge: Notwehr
- 1996: Fremde Heimat
- 1996: Sexy Sadie
- 1997: Faust (Krimiserie)
- 1998: Ich schenk dir meinen Mann (Fernsehfilm)
- 1998: Der Clown (Fernsehserie) – Folge: Feindschaft
- 1998: Der Schnapper: Blumen für den Mörder
- 1998: Operation Noah (Fernsehfilm)
- 1998: Lisa Falk – Eine Frau für alle Fälle (Fernsehserie) – Folge: Lösegeld
- 1999: Zwei Männer am Herd (Fernsehserie)
- 2000: Der Schnapper: Ein Toter kehrt zurück

als Stephanie Bothor
- 2002: Wenn die Liebe verloren geht (Fernsehfilm)
- 2003: Tigeraugen sehen besser (Fernsehfilm)
- 2003/2004: Vorsicht – Keine Engel! (Fernsehserie)